# Theres
Theres est une commune de Bavière (Allemagne), située dans l'arrondissement de Hassberge, dans le district de Basse-Franconie.

## Monuments
- L'Abbaye de Theres fondée en 1045.